# Délégation parlementaire au renseignement
Présentation
Bureau
La délégation parlementaire au renseignement (DPR) est une délégation parlementaire commune à l'Assemblée nationale et au Sénat français, créée en 2007.
Elle exerce le contrôle de services de renseignement (DGSE, DGSI et DRM) et elle évalue les politiques publiques de la France en matière de renseignements. Dans le cadre de ses travaux, la délégation peut entendre le Premier ministre, les ministres chargés de l'Intérieur et des Armées, ainsi que les directeurs de tous les services de renseignement. Ses travaux ne peuvent en revanche pas porter sur des opérations en cours ou sur des informations qui pourraient mettre en péril l'anonymat ou la vie d'une personne. Elle est composée de huit parlementaires. Contrairement aux autres commissions parlementaires, elle n'est jamais filmée. Ses travaux sont couverts par le secret de la défense nationale.

## Historique
La délégation parlementaire au renseignement a été créée par la loi no 2007-1443 du 9 octobre 2007 portant création d'une délégation parlementaire au renseignement. Elle avait alors pour vocation de « suivre l'activité générale et les moyens des services de renseignement », à l'instar des comités parlementaires américains créés dans les années 1970.
En 2013, à l'occasion de la loi de programmation militaire 2014-2019 parue le 18 décembre 2013, ainsi que le souhaitait le nouveau président de la République française François Hollande, elle a vu ses prérogatives s'élargir considérablement au point d'être maintenant chargée du « contrôle parlementaire de l'action du Gouvernement en matière de renseignement » et de l'évaluation de la politique publique en ce domaine.

## Mission
Elle exerce le contrôle parlementaire de l'action du Gouvernement en matière de renseignement et évalue la politique publique en ce domaine.
Elle est destinataire des informations suivantes :
- la stratégie nationale du renseignement ;
- des éléments d'information issus du plan national d'orientation du renseignement ;
- un rapport annuel de synthèse exhaustif des crédits consacrés au renseignement et le rapport annuel d'activité des services spécialisés de renseignement désignés par décret ;
- des éléments d'appréciation relatifs à l'activité générale et à l'organisation des services spécialisés de renseignement.

En outre, la délégation peut solliciter du Premier ministre la communication des rapports de l'inspection des services de renseignement ainsi que des rapports des services d'inspection générale des ministères portant sur les services de renseignement qui relèvent de leur compétence.
Ces informations ne peuvent porter ni sur les opérations en cours de ces services, ni sur les instructions données par les pouvoirs publics à cet égard, ni sur les procédures et méthodes opérationnelles, ni sur les échanges avec des services étrangers ou avec des organismes internationaux compétents dans le domaine du renseignement.

## Travaux
La délégation peut entendre le premier ministre, les ministres compétents, le secrétaire général de la Défense et de la Sécurité nationale, le coordinateur du renseignement et de la lutte contre le terrorisme, le directeur de l'Académie du renseignement ainsi que les directeurs en fonction des services spécialisés de la communauté nationale du renseignement. Les directeurs de ces services peuvent se faire accompagner des collaborateurs de leur choix en fonction de l'ordre du jour de la délégation. La délégation peut également entendre les directeurs des autres administrations centrales ayant à connaître des activités des services spécialisés de renseignement.
Elle peut inviter les présidents de la commission du secret de la Défense nationale et de la Commission nationale de contrôle des techniques de renseignement à lui présenter les rapports d'activité de ces commissions.
Les membres de la délégation sont autorisés à connaître des informations ou des éléments d'appréciation définis au I et protégés au titre de l'article 413-9 du Code pénal, à l'exclusion des données dont la communication pourrait mettre en péril l'anonymat, la sécurité ou la vie d'une personne relevant ou non des services intéressés, ainsi que les modes opératoires propres à l'acquisition du renseignement. Chaque année, la délégation établit un rapport public dressant le bilan de son activité, qui ne peut faire état d'aucune information ni d'aucun élément d'appréciation protégés par le secret de la défense nationale.
Les travaux de la délégation parlementaire au renseignement sont couverts par le secret de la Défense nationale. La délégation peut adresser des recommandations et des observations au président de la République et au Premier ministre. Elle les transmet au président de chaque assemblée (président de l'Assemblée nationale et président du Sénat).

## Organisation

### Structure
La délégation parlementaire au renseignement est composée de quatre députés et de quatre sénateurs :
- les présidents des commissions permanentes de l'Assemblée nationale et du Sénat chargées respectivement des affaires de sécurité intérieure (c'est-à-dire les commissions des Lois et de Défense) sont membres de droit de la délégation parlementaire au renseignement[2] ;
- les deux députés qui ne sont pas membres de droit sont désignés au début de chaque législature et pour la durée de celle-ci ;
- les deux sénateurs sont désignés après chaque renouvellement partiel du Sénat[2].

La fonction de président de la délégation est assurée alternativement, pour un an, par un député et un sénateur, membres de droit. Les autres membres de la délégation sont désignés par le président de chaque assemblée de manière à assurer une représentation pluraliste.
Les membres de la délégation et les agents des assemblées mentionnés sont astreints au respect du secret de la défense nationale pour les faits, actes ou du renseignement dont ils ont pu avoir connaissance en ces qualités.

### Bureau
Le bureau de la délégation parlementaire au renseignement se compose du président, du premier et du second vice-président. Avant 2015, ce dernier poste le simple titre de vice-président.

### Présidence
| Président                                                                          | Groupe | Groupe | Période du mandat | Période du mandat | Qualité                                                                       |
| ---------------------------------------------------------------------------------- | ------ | ------ | ----------------- | ----------------- | ----------------------------------------------------------------------------- |
| Guy Teissier                                                                       |        | UMP    | 12 décembre 2007  | 31 décembre 2008  | Député (1993-2022) Président de la commission de la Défense (2002-2012)       |
| Jean-Jacques Hyest                                                                 |        | UMP    | 1er janvier 2009  | 31 décembre 2009  | Sénateur (1995-2015) Président de la commission des Lois (2004-2011)          |
| Jean-Luc Warsmann                                                                  |        | UMP    | 1er janvier 2010  | 31 décembre 2010  | Député (depuis 1995) Président de la commission des Lois (2007-2012)          |
| Josselin de Rohan                                                                  |        | UMP    | 1er janvier 2011  | 30 septembre 2011 | Sénateur (1983-2011) Président de la commission de la Défense (2008-2011)     |
| Vacance de la fonction à la suite du renouvellement du Sénat                       |        |        |                   |                   |                                                                               |
| Jean-Louis Carrère                                                                 |        | SOC    | 1er novembre 2011 | 31 décembre 2011  | Sénateur (1992-2017) Président de la commission de la Défense (2011-2014)     |
| Guy Teissier                                                                       |        | UMP    | 1er janvier 2012  | 19 juin 2012      | Député (1993-2022) Président de la commission de la Défense (2002-2012)       |
| Vacance de la fonction à la suite des élections générales de l’Assemblée nationale |        |        |                   |                   |                                                                               |
| Patricia Adam                                                                      |        | SRC    | 25 octobre 2012   | 31 décembre 2012  | Députée (2002-2017) Présidente de la commission de la Défense (2012-2017)     |
| Jean-Pierre Sueur                                                                  |        | SOC    | 1er janvier 2013  | 31 décembre 2013  | Sénateur (2001-2023) Président de la commission des Lois (2011-2014)          |
| Jean-Jacques Urvoas                                                                |        | SRC    | 1er janvier 2014  | 31 décembre 2014  | Député (2007-2016) Président de la commission des Lois (2012-2016)            |
| Jean-Pierre Raffarin                                                               |        | UMP    | 1er janvier 2015  | 31 décembre 2015  | Sénateur (2005-2017) Président de la commission de la Défense (2014-2017)     |
| Jean-Pierre Raffarin                                                               | REP    |        | 1er janvier 2015  | 31 décembre 2015  | Sénateur (2005-2017) Président de la commission de la Défense (2014-2017)     |
| Patricia Adam                                                                      |        | SRC    | 1er janvier 2016  | 31 décembre 2016  | Députée (2002-2017) Présidente de la commission de la Défense (2012-2017)     |
| Patricia Adam                                                                      | SER    |        | 1er janvier 2016  | 31 décembre 2016  | Députée (2002-2017) Présidente de la commission de la Défense (2012-2017)     |
| Philippe Bas                                                                       |        | REP    | 2 mars 2017       | 1er octobre 2017  | Sénateur (depuis 2011) Président de la commission des Lois (2014-2020)        |
| Vacance de la fonction à la suite du renouvellement du Sénat                       |        |        |                   |                   |                                                                               |
| Philippe Bas                                                                       |        | REP    | 12 octobre 2017   | 12 avril 2018     | Sénateur (depuis 2011) Président de la commission des Lois (2014-2020)        |
| Yaël Braun-Pivet                                                                   |        | LREM   | 12 avril 2018     | 16 mai 2019       | Députée (depuis 2017) Présidente de la commission des Lois (2017-2022)        |
| Christian Cambon                                                                   |        | REP    | 16 mai 2019       | 11 juin 2020      | Sénateur (depuis 2004) Président de la commission de la Défense (2017-2023)   |
| Françoise Dumas                                                                    |        | LREM   | 11 juin 2020      | 1er juillet 2021  | Députée (2012-2022) Présidente de la commission de la Défense (2019-2022)     |
| François-Noël Buffet                                                               |        | REP    | 1er juillet 2021  | 28 juillet 2022   | Sénateur (depuis 2004) Président de la commission des Lois (depuis 2020)      |
| Sacha Houlié                                                                       |        | RE     | 28 juillet 2022   | 26 octobre 2023   | Député (depuis 2017) Président de la commission des Lois (2022-2024)          |
| Cédric Perrin                                                                      |        | REP    | 26 octobre 2023   | En cours          | Sénateur (depuis 2014) Président de la commission de la Défense (depuis 2023) |

### Première vice-présidence
| Premier vice-président                                                             | Groupe | Groupe | Période du mandat | Période du mandat | Qualité                                                                     |
| ---------------------------------------------------------------------------------- | ------ | ------ | ----------------- | ----------------- | --------------------------------------------------------------------------- |
| Jean-Jacques Hyest                                                                 |        | UMP    | 12 décembre 2007  | 31 décembre 2008  | Sénateur (1995-2015) Président de la commission des Lois (2004-2011)        |
| Jean-Luc Warsmann                                                                  |        | UMP    | 1er janvier 2009  | 31 décembre 2009  | Député (depuis 1995) Président de la commission des Lois (2007-2012)        |
| Josselin de Rohan                                                                  |        | UMP    | 1er janvier 2010  | 31 décembre 2010  | Sénateur (1983-2011) Président de la commission de la Défense (2008-2011)   |
| Guy Teissier                                                                       |        | UMP    | 1er janvier 2011  | 31 décembre 2011  | Député (1993-2022) Président de la commission de la Défense (2002-2012)     |
| Jean-Pierre Sueur                                                                  |        | SOC    | 1er janvier 2012  | 31 décembre 2012  | Sénateur (2001-2023) Président de la commission des Lois (2011-2014)        |
| Jean-Jacques Urvoas                                                                |        | SRC    | 1er janvier 2013  | 31 décembre 2013  | Député (2007-2016) Président de la commission des Lois (2012-2016)          |
| Jean-Louis Carrère                                                                 |        | SOC    | 1er janvier 2014  | 30 septembre 2014 | Sénateur (1992-2017) Président de la commission de la Défense (2011-2014)   |
| Vacance de la fonction à la suite du renouvellement du Sénat                       |        |        |                   |                   |                                                                             |
| Jean-Pierre Raffarin                                                               |        | UMP    | Automne 2014      | 31 décembre 2014  | Sénateur (2005-2017) Président de la commission de la Défense (2014-2017)   |
| Patricia Adam                                                                      |        | SRC    | 1er janvier 2015  | 31 décembre 2015  | Députée (2002-2017) Présidente de la commission de la Défense (2012-2017)   |
| Philippe Bas                                                                       |        | REP    | 1er janvier 2016  | 31 décembre 2016  | Sénateur (depuis 2011) Président de la commission des Lois (2014-2020)      |
| Dominique Raimbourg                                                                |        | SER    | 2 mars 2017       | 20 juin 2017      | Député (2007-2017) Président de la commission des Lois (2016-2017)          |
| Vacance de la fonction à la suite des élections générales de l’Assemblée nationale |        |        |                   |                   |                                                                             |
| Yaël Braun-Pivet                                                                   |        | LREM   | 25 juillet 2017   | 12 avril 2018     | Députée (depuis 2017) Présidente de la commission des Lois (2017-2022)      |
| Christian Cambon                                                                   |        | REP    | 12 avril 2018     | 16 mai 2019       | Sénateur (depuis 2004) Président de la commission de la Défense (2017-2023) |
| Jean-Jacques Bridey                                                                |        | LREM   | 16 mai 2019       | 11 juin 2020      | Député (2012-2022) Président de la commission de la Défense (2017-2019)     |
| Philippe Bas                                                                       |        | REP    | 11 juin 2020      | 1er juillet 2021  | Sénateur (depuis 2011) Président de la commission des Lois (2014-2020)      |
| Yaël Braun-Pivet                                                                   |        | LREM   | 1er juillet 2021  | 21 juin 2022      | Députée (depuis 2017) Présidente de la commission des Lois (2017-2022)      |
| Vacance de la fonction à la suite des élections générales de l’Assemblée nationale |        |        |                   |                   |                                                                             |
| Christian Cambon                                                                   |        | REP    | 28 juillet 2022   | 1er octobre 2023  | Sénateur (depuis 2004) Président de la commission de la Défense (2017-2023) |
| Vacance de la fonction à la suite du renouvellement du Sénat                       |        |        |                   |                   |                                                                             |
| Thomas Gassilloud                                                                  |        | RE     | 26 octobre 2023   | 9 juin 2024       | Député (depuis 2017) Président de la commission de la Défense (2022-2024)   |
| Vacance de la fonction à la suite des élections générales de l’Assemblée nationale |        |        |                   |                   |                                                                             |

### Vice-présidence et seconde vice-présidence
| Vice-président                                                                     | Groupe | Groupe | Période du mandat | Période du mandat | Qualité   |
| ---------------------------------------------------------------------------------- | ------ | ------ | ----------------- | ----------------- | --------- |
| Jean-Michel Boucheron                                                              |        | SRC    | 12 décembre 2007  | 31 décembre 2008  | Député    |
| Didier Boulaud                                                                     |        | SOC    | 1er janvier 2009  | 31 décembre 2009  | Sénateur  |
| Jean-Michel Boucheron                                                              |        | SRC    | 1er janvier 2010  | 31 décembre 2010  | Député    |
| Didier Boulaud                                                                     |        | SOC    | 1er janvier 2011  | 31 décembre 2011  | Sénateur  |
| Jean-Michel Boucheron                                                              |        | SRC    | 1er janvier 2012  | 19 juin 2012      | Député    |
| Vacance de la fonction à la suite des élections générales de l’Assemblée nationale |        |        |                   |                   |           |
| Jacques Myard                                                                      |        | UMP    | 25 octobre 2012   | 31 décembre 2012  | Député    |
| Jean-Patrick Courtois                                                              |        | UMP    | 1er janvier 2013  | 31 décembre 2013  | Sénateur  |
| Jacques Myard                                                                      |        | UMP    | 1er janvier 2014  | 31 décembre 2014  | Député    |
| Michel Boutant                                                                     |        | SOC    | 1er janvier 2015  | 31 décembre 2015  | Sénateur  |
| Dominique Raimbourg                                                                |        | SRC    | 1er janvier 2016  | 31 décembre 2016  | Député    |
| Dominique Raimbourg                                                                | SER    |        | 1er janvier 2016  | 31 décembre 2016  | Député    |
| Jacques Myard                                                                      |        | REP    | 2 mars 2017       | 20 juin 2017      | Député    |
| Vacance de la fonction à la suite des élections générales de l’Assemblée nationale |        |        |                   |                   |           |
| Michel Boutant                                                                     |        | SOCR   | 25 juillet 2017   | 1er octobre 2017  | Sénateur  |
| Vacance de la fonction à la suite du renouvellement du Sénat                       |        |        |                   |                   |           |
| Michel Boutant                                                                     |        | SOCR   | 12 octobre 2017   | 12 avril 2018     | Sénateur  |
| Jean-Jacques Bridey                                                                |        | LREM   | 12 avril 2018     | 16 mai 2019       | Député    |
| François-Noël Buffet                                                               |        | REP    | 16 mai 2019       | 11 juin 2020      | Sénateur  |
| Loïc Kervran                                                                       |        | AE     | 11 juin 2020      | 1er juillet 2021  | Député    |
| Yannick Vaugrenard                                                                 |        | SER    | 1er juillet 2021  | 28 juillet 2022   | Sénateur  |
| Constance Le Grip                                                                  |        | RE     | 28 juillet 2022   | 23 octobre 2023   | Députée   |
| Gisèle Jourda                                                                      |        | SER    | 23 octobre 2023   | 9 juin 2024       | Sénatrice |
| Vacance de la fonction à la suite des élections générales de l’Assemblée nationale |        |        |                   |                   |           |
| Gisèle Jourda                                                                      |        | SER    | 13 novembre 2024  | 1er janvier 2025  | Sénatrice |
| Aurélien Rousseau                                                                  |        | SOC    | 1er janvier 2025  | En cours          | Député    |